# Primera Escuadra Nacional de Chile
La Primera Escuadra Nacional de Chile, o simplemente Primera Escuadra Nacional, fue el escuadrón naval de la entonces naciente Armada de Chile, creada en 1818 por el también naciente Estado chileno, encabezado por el director supremo Bernardo O'Higgins, durante la guerra de la Independencia de Chile. 
Esta fuerza fue creada con el fin de dominar el mar y llevar la guerra al Virreinato del Perú, y de este modo asegurar la independencia de Chile y las Provincias Unidas del Río de la Plata. Con su accionar se terminó con el dominio colonial español en la costa suroeste de América del Sur, protagonizando las acciones navales más importantes dentro de las guerras de independencia hispanoamericanas en el Pacífico. 
Para materializar esta gran empresa, se designó a José Ignacio Zenteno, quien, en el período de dos años (1817-1818), logró cumplir cabalmente la tarea encomendada.

## Independencia de Chile. Antecedentes
En 1808 las fuerzas napoleónicas invadieron España, capturaron y pusieron en cautiverio al rey Fernando VII y lo obligaron abdicar en José Bonaparte; paralelamente en Chile asumía el cargo de gobernador Francisco Antonio García Carrasco, hombre tosco y autoritario que lo hicieron antipático ante la aristocracia local.
El cautiverio y abdicación de Fernando VII dio inicio a la instauración de una serie de Juntas de Gobierno en las colonias hispanoamericanas. En Chile el 18 de septiembre de 1810 se instaló la Primera Junta de Gobierno que en un primer momento buscó mantener la lealtad al rey cautivo, pero el naciente patriotismo comenzó a radicalizar el proceso y fue José Miguel Carrera durante su gobierno quien tomó una serie de medidas que buscaban la separación definitiva de España: primer intento de formar una escuadra,  primer emblema patrio, primer reglamento constitucional y prensa independentista entre otros.

## Historia

### Primer intento. Patria Vieja
La fragata española Warren, buque estadounidense apresado por España, que había estado dedicado al corso en las costas peruanas y chilenas, ahora estaba bloqueando Valparaíso. Ante esto José Miguel Carrera le ordenó al gobernador de Valparaíso Francisco de la Lastra, que arrendara o comprara dos buques para apresar a la Warren.
De la Lastra arrendó la fragata Perla y compró el bergantín Potrillo ambos estadounidenses. El 2 de mayo de 1813 ambas naves zarparon a enfrentar al buque bloqueador pero la Perla se unió a la Warren y entre ambas redujeron al Potrillo, terminando esta acción en un completo desastre. Posteriormente ambas naves se dirigieron a El Callao. Así terminó este Primer Intento de la naciente República de Chile en formar una Escuadra.

### Gobierno de Bernardo O'Higgins. Patria Nueva

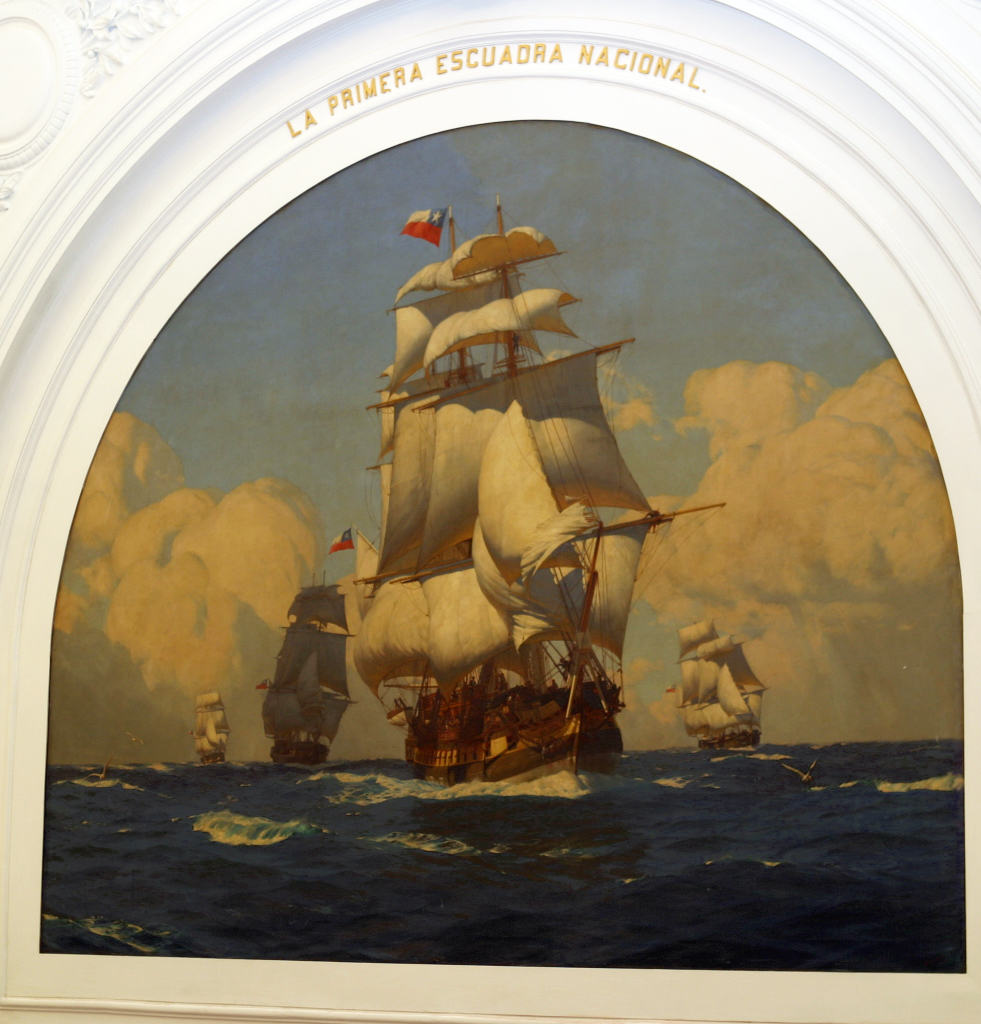
Pintura que luce en el hemiciclo de la Cámara de Diputados en Santiago.

Durante la Patria Nueva entre los años 1817 y 1818 fue el general Bernardo O'Higgins quien como Director Supremo, venciendo innumerables obstáculos, logró organizar la Marina de Guerra y reunió una pequeña flota con la que formó la primera Escuadra de la naciente república. Después de la victoria de Chacabuco habría dicho: “Este triunfo y cien más se harán insignificantes si no dominamos el mar”. Para lograrlo envió representantes a Inglaterra y a los Estados Unidos con la misión de adquirir o construir naves y contratar oficiales y tripulación para operarlos.
Nombró a su ministro de guerra José Ignacio Zenteno para que materializara esta gran empresa. Este en el corto período de dos años logró organizar la marina y dotarla de naves y tripulaciones para operarlos.
El 26 de febrero de 1817 los patriotas en Valparaíso se apoderaron del bergantín español Águila con el ardid de mantener izadas bandera españolas en el los edificios del puerto. Posteriormente al Águila se la cambió nombre a Pueyrredón en honor al Director Supremo de Argentina.
En abril de 1817 recaló en San Antonio el bergantín español Carmelo siendo apresado por los patriotas chilenos. Se le puso por nombre Araucano. Buque viejo y en muy mal estado por lo que tuvo una corta vida. A mediados de julio de 1817 quedó fuera de servicio.
El 22 de septiembre de 1817 el gobierno compró la goleta Fortunata construida en el astillero de Nueva Bilbao, hoy Constitución.
En octubre de 1817 se creó la Comandancia General de Marina.
En noviembre de 1817 se dictó el Reglamento Provisional de Marina que fijó los sueldos y grados de Oficiales y Gente de Mar, además de la correspondiente equivalencia entre los grados navales y militares.
El 5 de diciembre de 1817 se fundó un Arsenal destinado a almacenar el armamento, munición y todo artículo que precisare la Escuadra.
El 5 de marzo de 1818 arribó a Valparaíso la fragata Windham enviada por el agente en Londres José Antonio Álvarez Condarco. El 4 de abril del mismo año el gobierno la compró y la designó como Lautaro.
El 22 de mayo de 1818 arribó a Valparaíso el navío inglés Cumberland. A fines de junio fue adquirido por el gobierno bajo el nombre de San Martín.
El 23 de mayo de 1818 arribó a Valparaíso la corbeta Chacabuco (ex-Coquimbo) sus propietarios estadounidenses la vendieron al gobierno manteniendo el nombre de Chacabuco.
El 15 de junio de 1818 funcionaba la Comisaría de Marina que en agosto pasó a llamarse Comisaría de Guerra y Marina a cuya proposición fueron asignados los contadores de los buques de la naciente Armada.
El 16 de junio de 1818 se creó el Mando en Jefe de la Flotilla subordinándosele todos los buques y disponiendo la creación de tropas de marina para su guarnición. Dependía directamente del Ministro de Guerra y Marina.
A comienzos de julio de 1818 ya existían el Batallón de Infantería de Marina y la Brigada de Artilleros de Mar. Los primeros para dotar las guarniciones y los segundos para cubrir los cañones embarcados.
El 4 de agosto de 1818 se fundó la Academia de Guardiamarinas futura Escuela Naval.
Dos tercios de los oficiales fueron marinos extranjeros de origen inglés, estadounidense y francés. Los únicos marineros con experiencia eran foráneos para los cuales resultaba mucho más atractiva la alternativa de embarcarse en unidades dedicadas al corso o piratería, que servir a bordo de la Escuadra Nacional.
El entrenamiento y preparación de estas tripulaciones presentaron extraordinarias dificultades comenzando por el idioma.
Paulatinamente, se fueron superando los inconvenientes y las dotaciones fueron integrándose hasta convertir a la Escuadra Nacional en una eficiente y poderosa herramienta estratégica que, hábilmente empleada le otorgó a Chile el dominio del mar permitiéndole trasladar las tropas que liberarían a Perú del dominio español.

## Zarpe de la Primera Escuadra Nacional

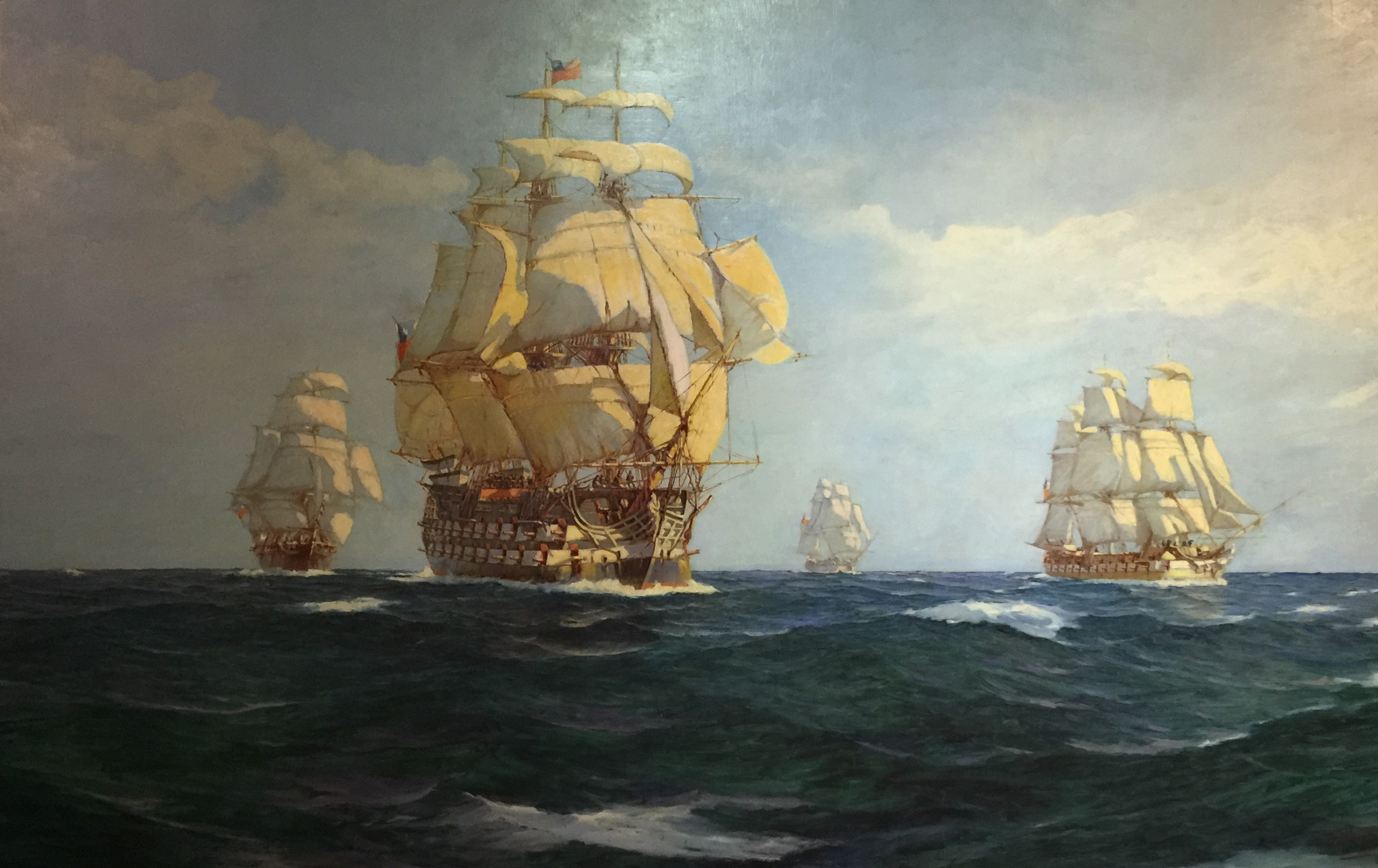
Primera Escuadra Nacional
óleo sobre tela
Álvaro Casanova Zenteno

El 21 de mayo de 1818 zarpó desde Cádiz un convoy de 11 transportes escoltados por la fragata Reina María Isabel conduciendo a las costas del Pacífico 2.500 soldados destinados a impedir la independencia de Chile.
A fines de agosto el gobierno chileno recibió esta información desde Buenos Aires donde había recalado un transporte del convoy que se había amotinado y desertado, recalando en el puerto argentino el 16 de ese mes.
El general O'Higgins y su ministro Zenteno se trasladaron a Valparaíso para apurar el alistamiento de la Escuadra compuesta por cuatro naves que zarparían el 9 de octubre bajo el mando del capitán de navío Manuel Blanco Encalada con el propósito de interceptar y capturar el convoy.

### Composición de la Primera Escuadra Nacional
- Navío San Martín: bajo el mando del capitán de fragata Guillermo Wilkinson.
- Fragata Lautaro: bajo el mando del capitán de fragata Charles Wooster.
- Corbeta Chacabuco : bajo el mando del capitán de corbeta Francisco Díaz.
- Bergantín Araucano: bajo el mando del teniente Raimundo Morris.

En total portaban 142 cañones y 1.109 hombres.
El 26 de octubre detuvieron a la cuadra en Talcahuano y el 28, del mismo mes, lograron la rendición de la fragata Reina María Isabel y luego la de varios transportes. La Escuadra regresó a Valparaíso el 17 de noviembre de 1818 cargada de victorias, gloria y honor.